# Okay, America!
Pour plus de détails, voir Fiche technique et Distribution.
Okay, America! est un film américain réalisé par Tay Garnett, sorti en 1932.

## Synopsis
Basé sur la vie de Walter Winchell, on voit l'ascension d'un chroniqueur de potins vers les sommets de la gloire.

## Fiche technique
- Titre original : Okay, America!
- Réalisation : Tay Garnett
- Scénario : William Anthony McGuire, Scott Pembroke
- Producteur : Carl Laemmle Jr., Felix Young
- Directeur de la photographie : Arthur Miller
- Montage : Ted J. Kent
- Musique : Alfred Newman, Heinz Roemheld
- Société de Production : Universal Pictures
- Date de sortie : 
  - États-Unis : 8 septembre 1932

## Distribution
- Lew Ayres : Larry Wayne
- Maureen O'Sullivan : Sheila Barton
- Louis Calhern : Mileaway Russell
- Edward Arnold : Duke Morgan
- Walter Catlett : Lucille
- Allan Dinehart : Roger Jones
- Henry Armetta : Sam
- Charles Dow Clark : L'éditeur du faire-part
- Emerson Treacy : Jerry Robbins
- Marjorie Gateson : Mrs. Herbert Wright
- Frank Sheridan : Commissaire de police
- Rollo Lloyd : Joe Morton
- Margaret Lindsay : Ruth Drake
- Gilbert Emery : John Drake
- Virginia Howell : Mrs. Drake
- Nance O'Neil : Mrs. Drake (remplacée par Virginia Howell)
- Berton Churchill : Jacob Baron
- Ruth Lyons : Phyllis Martin
- Frank Darien : O'Toole
- Onslow Stevens : acolyte

Dans leur propre rôle
- Three Cheers
- The Bluettes
- Everett Hoagland : leader du groupe

Rôles indéterminés
- James Flavin
- Al K. Hall
- William Robert Daly
- Neely Edwards
- Caryl Lincoln

Acteurs non crédités
- Frederick Burton : Le Président
- Wallis Clark : rôle de passage
- Tay Garnett : Un homme dans les bureaux du journal
- Willard Robertson : rôle de passage
- Akim Tamiroff : rôle de passage